# Rodal d'Espaser
El Rodal d'Espaser, és un paratge del terme municipal de Conca de Dalt, al Pallars Jussà, a l'antic terme de Toralla i Serradell, en el territori del poble d'Erinyà.
Està situat a l'esquerra del riu de Serradell, al sud-oest d'Erinyà, a l'extrem sud-oest de lo Planell i al sud-est d'Olivella.